# Etiudy op. 25 (Chopin)
Etiudy op. 25 – drugi cykl Etiud Fryderyka Chopina. Skomponowany na fortepian w latach 1835-1837. Chopin zadedykował je hr. Marii d’Agoult, kochance Liszta (à Madame la Comtesse d’Agoult)

## Etiudy
1. As-dur (harfa eolska)

2. f-moll

3. F-dur

4. a-moll

5. e-moll

6. gis-moll (tercjowa)

7. cis-moll

8. Des-dur (sekstowa)

9. Ges-dur (Motyl)

10. h-moll (oktawowa)

11. a-moll (Wiatr zimowy; Eroica)

12. c-moll (Fale oceanu)